# Sistema Europeu de Informação sobre Registos Criminais
O Sistema Europeu de Informação sobre Registos Criminais (ECRIS) (em inglês: European Criminal Records Information System) é uma base de dados de registos criminais partilhada entre os membros da União Europeia, que começou a operar em abril de 2012.

## Histórico
Em 2020, a imprensa britânica revelou que o Reino Unido não disponibilizou no ECRIS, como estava obrigado a fazer, os detalhes de 75.000 condenações de criminosos estrangeiros aos seus países de origem e encobriu o escândalo por medo de prejudicar a reputação do Reino Unido junto das outras capitais europeias. O erro informático da polícia nacional, revelado na ata de uma reunião do registo criminal, passou despercebido durante cinco anos, durante os quais um em cada três alertas sobre criminosos - incluindo potenciais assassinos e violadores - não foi partilhado com os estados membros da UE.
Em 2021, as autoridades do Reino Unido afirmam que, de um total de 112.490 condenações em tribunais do Reino Unido que não foram enviadas aos estados membros da UE, os documentos mostram que, em 15 de fevereiro, 81.706 casos tinham sido notificados como estando atrasados, incluindo 19.565 de cidadãos nacionais da Polónia, 17.996 de cidadãos nacionais da Irlanda e 12.466 de cidadãos nacionais da Roménia. O Gabinete de Registos Criminais do Reino Unido revelou que outras 7.100 notificações de atrasos tinham dido feitas nas últimas duas semanas. Também foi especificado que as condenações de 109 assassinos, 81 violadores e um indivíduo condenado por dois crimes pelos tribunais britânicos não haviam sido transmitidas aos países da UE de origem dos criminosos.